# Conte di Limerick
Conte di Limerick è un titolo nobiliare inglese nella Parìa d'Irlanda.

## Storia

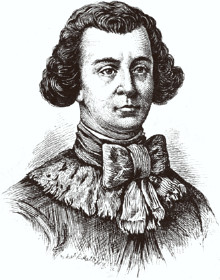
Thomas Dongan,
II conte di Limerick.

Il titolo venne creato la prima volta nel 1686 per Sir William Dongan, IV baronetto, con la possibilità di trasmetterlo anche ai fratelli ed ai loro eredi maschi in mancanza di eredi maschi della propria progenie. Egli venne creato Visconte Dungan di Clane nella Contea di Kildare, nel contempo, sempre nella paria d'Irlanda e con le medesime possibilità di trasmissione. Il suo unico figlio Walter Dungan, visconte Dungan, venne ucciso nel corso della Battaglia delle Boyne e lord Limerick venne succeduto da suo fratello Thomas Dongan, il II conte. Questi fu Governatore di New York dal 1683 al 1688. I tre titoli si estinsero alla sua morte nel 1715. Il titolo di Baronetto Dungan, di Castletown nella Contea di Kildare, venne creato nella Baronettia d'Irlanda nel 1623 per Walter Dungan.
Il titolo venne creato una seconda volta nel 1803 in favore di Edmund Pery, I visconte Limerick. Questi era figlio del reverendo William Pery, vescovo di Limerick dal 1784 al 1794. Nel 1790 quest'ultimo venne elevato alla parìa d'Irlanda come Barone Glentworth, di Mallow nella Contea di Cork. Venne succeduto dal suo unico figlio, il II barone. Questi rappresentò la città di Limerick nella camera dei comuni irlandese e supportò l'unione con la Gran Bretagna. Il 29 dicembre 1800 venne creato Visconte Limerick, della Città di Limerick, e l'11 febbraio 1803 ottenne anche il titolo di Conte di Limerick, della Contea di Limerick. Entrambi i titoli vennero creati nella Parìa d'Irlanda. Lord Limerick sedette alla camera dei lords come uno dei 28 pari originari d'Irlanda dal 1800 al 1844. Nel 1815 venne creato anche Barone Foxford, di Stackpole Court nella Contea di Limerick, nella Parìa del Regno Unito. Un suo pronipote, il III conte, fu un politico conservatore e prestò servizio come Capitano degli Yeoman della Guarda dal 1889 al 1892 e dal 1895 al 1896. Venne succeduto dal figlio primogenito, il IV conte. Morì senza che alcun erede gli fosse sopravvissuto e pertanto il titolo passò al fratellastro, il V conte. Questi fu un soldato e prestò servizio come presidente del Medical Research Council dal 1952 al 1960. Suo figlio primogenito, il VI conte, fu un noto uomo d'affari. Lord Limerick prestò servizio anche come Sottosegretario di Stato al Commercio dal 1972 al 1974 nel governo conservatore di Edward Heath. Attualmente i titoli sono passati al figlio di questi, il VII conte, che è succeduto al padre nel 2003.
La sede della famiglia è il Castello di Dromore, presso Pallaskenry, nella Contea di Limerick.

## Baronetti Dongan, di Castletown (1623)
- Sir Walter Dongan, I baronetto (m. 1626)
- Sir John Dongan, II baronetto (m. 1650)
- Sir Walter Dongan, III baronetto (m. 1686)
- Sir William Dongan, IV baronetto (m. 1698) (creato Conte di Limerick nel 1686)

## Conti di Limerick, I creazione (1686)
- William Dongan, I conte di Limerick (m. 1698)
- Thomas Dongan, II conte Limerick (1634–1715)

## Baroni Glentworth (1790)
- William Cecil Pery, I barone Glentworth (1721–1794)
- Edmund Henry Pery, II barone Glentworth (1758–1844) (creato Conte di Limerick nel 1803)

## Conti di Limerick, II creazione (1803)
- Edmund Henry Pery, I conte di Limerick (1758–1844)
- William Henry Tennison Pery, II conte di Limerick (1812–1866)
- William Hale John Charles Pery, III conte di Limerick (1840–1896)
- William Henry Edmund de Vere Sheaffe Pery, IV conte di Limerick (1863–1929)
- Edmond Colquhoun Pery, V conte di Limerick (1888–1967)
- Patrick Edmund Pery, VI conte di Limerick (1930–2003)
- Edmund Christopher Pery, VII conte di Limerick (n. 1963)

L'erede apparente è il figlio dell'attuale detentore del titolo, Felix Edmund Pery, visconte Glentworth (n. 1991).